# 1.º Batalhão de Operações Psicológicas
O 1.º Batalhão de Operações Psicológicas (1.º B Op Psico) é a unidade especializada de guerra psicológica do Exército Brasileiro, subordinada ao Comando Militar do Planalto, em Brasília, onde estará sediada a partir de 2026. Sua função é alterar o comportamento de forças amigas, forças inimigas e da população civil por diversos meios não-letais, da simples transmissão de informações até as operações de dissimulação. É um emprego estratégico, que pode, conforme a necessidade, ser disponibilizado aos comandos táticos.

## Organização
A unidade é organizada num comando e Estado-Maior, uma companhia de apoio ao comando e duas companhias de operações psicológicas, cada qual com uma seção de comando, seção de produção/disseminação e grupo tático. O efetivo tem educação prévia em diversas áreas das ciências sociais e humanas, incorporando-se através de dois cursos, respectivamente de 17 e 18 semanas, no currículo vigente em 2024.
O planejamento do Exército começou em 1999, com base em experiências de países como o Reino Unido, Colômbia, Peru e Estados Unidos. A unidade foi implementada na forma de um destacamento, em janeiro de 2002, e convertida a batalhão em 2005, dentro da estrutura da Brigada (posterior Comando) de Operações Especiais. O Exército foi a primeira das Forças Armadas a implantar o treinamento de operações psicológicas. Entretanto, não há uma unidade específica para Assuntos Civis.
Em 2025 o Comando de Operações Terrestres foi encarregado de reestruturar a capacidade de operações psicológicas do Exército, o que engloba sua estrutura, organização interna, treinamento, armamento, efetivo e outros pontos. Como parte das mudanças, ele foi transferido da subordinação do Comando de Operações Especiais, em Goiânia, ao Comando Militar do Planalto, em Brasília, onde estará mais próximo da tutela do comandante do Exército.

## Atuação
Desde sua criação ele participou, conforme uma fonte militar, de "diversas operações reais e exercícios de adestramentos que permitiram a atualização de manuais e consolidação de uma doutrina militar de emprego". O Jornal do Brasil afirmou em 2024 que as atividades do batalhão são pouco transparentes e permanecem pouco conhecidas à sociedade civil. Dentre as operações conhecidas, ele esteve três vezes em Mato Grosso e Rondônia em 2004, atuou em grandes eventos como os Jogos Pan-Americanos de 2007, a Copa do Mundo de 2014 e as Olimpíadas de 2016 e em operações nas favelas, como a Operação Arcanjo, em 2010. Na ocupação dos complexos da Penha e da Rocinha, o batalhão dirigiu esforços tanto à tropa quanto à população local. No primeiro caso, para alterar a atitude dos soldados com a população, e no segundo, numa campanha de "corações e mentes", incluindo mensagens diretas e propaganda cinza (passada como uma mensagem de origem da própria comunidade).
Outra fonte militar, da Escola Superior de Guerra, afirma que a "operação psicológica trabalha com a administração da percepção, tendo como base as mais diversas teorias do controle da mente". Tais operações "facilitam a conquista de objetivos políticos" e "podem ajudar o Ministério da Defesa a conseguir o incremento de recursos para a defesa do país. Essa ‘ajuda’ pode ocorrer, principalmente, através de Campanhas de Operações Psicológicas, visando o reconhecimento da nação e das autoridades competentes, do trabalho das Forças Armadas".
As investigações sobre tentativas de golpe de Estado em 2022–2023 apontaram a participação de vários oficiais do batalhão, incluindo por operações psicológicas para pressionar o Alto Comando do Exército. O então comandante, tenente-coronel Guilherme Marques de Almeida, foi acusado de "operações estratégicas de desinformação" pela Procuradoria-Geral da República. Áudios atribuídos ao comandante mencionam "direcionar o povo" para "a frente do Congresso" e "explorar a dimensão informacional". Outros componentes do Comando de Operações Especiais também foram implicados nas investigações. Foi neste contexto que o Exército realocou o batalhão, transferiu o curso ao Centro de Estudos de Pessoal, no Rio de Janeiro, e ordenou a integração das operações psicológicas ao setor de comunicação estratégica. Oficialmente, as mudanças tiveram causas técnicas e não políticas, retirando do batalhão um caráter tático errôneo e harmonizando as operações psicológicas às determinações do Estado-Maior do Exército e Centro de Comunicação Social do Exército.